# Палиокастро (Каливия)
Палиокастро или Мелиса (на гръцки: Παλιόκαστρο, Μέλισσα) е археологически обект на остров Тасос, Гърция.

## Местоположение
Крепостта е разположена северно над махалата на Лименария Каливия.

## История
Развалините в местността са идентифицирани в 1990 година XII ефория за византийски старини в Кавала и Френското училище по археология като част от програма за създаване на археологическа карта на Тасос. Историята на крепостта не е известна. Използването на хоросан в каменната зидария показва, че тя е средновековна, а не антична, докато керамиката, открита на мястото, е изключително от късновизантийския период. Така вероятно крепостта е изградена и използвана през XIII и XIV век.
Крепостта не се споменава в нито един исторически източник. Италианският пътешественик Кириак Анконски (Чириако ди Анкона), който посещава Тасос в 1444-1445 година, споменава следните селища: Кастро (Neokastrum), Лименас, Калирахи (Calliarachium), Панагия (Anastasium), Потамия (Potamium) и Кинира (Chinarium). Първите три селища са били укрепени. Той не споменава Палиокастро в Мелиса, което означава, че тогава, в средата на XV век, селището вече е било изоставено.

## Описание
Крепоста е построена върху платото на хълм с полегати склонове от всички страни. Северно от хълма има поток на име Марион Лакос. В източното подножие на хълма е църквата „Свети Елевтерий“, построена върху руините на по-ранна византийска църква. Твърдината визуално контролира голяма част от Южен Тасос и видимостта достига до планинската маса на Света гора.
Крепостта днес е в руини. Стената е повредена и образува непрекъсната каменна купчина в периметър от 170 m. Градежът се състои от различни по големина камъни със свързващ хоросан между тях на места. В северозападния ъгъл могат да се видят неясни останки от кръгла кула, докато в североизточния ъгъл повдигнатата маса от камъни говори за кула.
Вътре прави впечатление подземен резервоар за вода с размери 7 m x 4 m изградена със сложна кирпичена зидария. Стените му са били покрити отвътре със здрав хидравличен хоросан за задържане на вода. Сигурно е бил покрита с плочи, защото вътре има много паднали плочи. Дълбочината му днес достига до 2,5 m. Първоначално дълбочината е била много по-голяма, тъй като вътре е запълнена с камъни и клони.
Запазени са и руини от две порти на югоизток и север. Сравнително по-добре запазена е югоизточната порта. Дължината ѝ е 2,85 m, а ширината е 2 m от външната страна и 1,90 m от вътрешната страна. Максималната оцеляла височина е 1,30м m. От външната страна е открит мраморният праг, счупен на четири части. Портата се е затваряла с двукрила врата. От северната порта се вижда само едната страна. Открит е и нейният праг от сиво-черен мрамор с размери 1,68 m x 0,4 m. И тук вратата е била двукрила.
Вътре в замъка има купчини камъни, разпръснати камъни и керамика, които са руини на срутени сгради, вероятно къщи. В докладите на Археологическата служба за замъка се говори и за съществуването на църква вътре, тъй като са открити основите на нишата на храма. Така Палиокастро не е просто крепост, а укрепено селище.
На земята вътре и извън укрепената ограда има нерисувана и глазирана керамика от късновизантийския период.